# میزونوما ۶۴۱۴
سیارک ۶۴۱۴ (به انگلیسی: 6414 Mizunuma، نامگذاری:1993UX) شش هزار و چهارصد و چهاردهمین سیارک کشف شده‌است که در ۲۴ اکتبر ۱۹۹۳ کشف شد.
قدر مطلق سیارک برابر ۱۲٫۹۰ است.